# Edwin Ericsson
Erik Edwin Ericsson, född 13 september 1874 i Flen, död 19 juni 1968 i Flen, var en svensk byggmästare, lokalredaktör och amatörmusiker. 
Ericsson skrev musiken till sången Vi gå över daggstänkta berg, eventuellt efter en gånglåt från Hälsingland.